# Mendizábal (Uruguay)
Pour les articles homonymes, voir Mendizábal.
Mendizábal est une ville de l'Uruguay située dans le département de Treinta y Tres. Sa population est de 84 habitants.

## Population
| Année | Population |
| ----- | ---------- |
| 1963  | 144        |
| 1975  | 121        |
| 1985  | 94         |
| 1996  | 77         |
| 2004  | 84         |

Référence,